# Biểu tình Thái Lan 2020–2021
Biểu tình Thái Lan 2020–21 là một loạt các cuộc biểu tình chống lại chính phủ của Thủ tướng Prayut Chan-o-cha, bao gồm các yêu cầu cải cách chế độ quân chủ Thái Lan, chưa từng có trong lịch sử hiện đại. Cuối tháng 2 năm 2020, Đảng Tương lai Tiến bộ – vốn chỉ trích Prayut và tình hình chính trị nước này sau hiến pháp 2017 – bị giải tán, làm bùng dậy cuộc biểu tình. Người biểu tình chủ yếu là học sinh, sinh viên và người trẻ tuổi mà không có lãnh đạo duy nhất nào.
Làn sóng phản đối đầu tiên chỉ diễn ra trong khuôn viên trường học và đã bị hoãn lại do đại dịch COVID-19. Các cuộc biểu tình lại nổ ra vào ngày 18 tháng 7 trong một cuộc biểu tình lớn được tổ chức dưới sự bảo trợ của Thanh niên Tự do (tiếng Thái: เยาวชน ปลดแอก; RTGS: yaowachon plot aek) tại Tượng đài Dân chủ ở Băng Cốc. Ba yêu cầu được đưa ra trước chính phủ: giải tán nghị viện, ngưng uy hiếp người dân, và soạn thảo hiến pháp mới. Cuộc biểu tình từ tháng 7 được châm ngòi và lan rộng ra toàn quốc bởi tác động của đại dịch COVID-19 và việc thi hành phong tỏa theo Sắc lệnh Khẩn cấp.
Ngày 3 tháng 8, hai nhóm sinh viên đã công khai đưa ra yêu cầu cải cách chế độ quân chủ, phá vỡ điều vốn bị cấm kỵ là chỉ trích quốc vương. Một tuần sau, mười yêu cầu về cải cách chế độ quân chủ được đưa ra. Một cuộc biểu tình ngày 19 tháng 9 với khoảng 20.000–100.000 người tham dự được coi là thử thách lớn đối với Vua Vajiralongkorn. Quyết định hoãn bỏ phiếu về một sửa đổi hiến pháp vào cuối tháng 9 đã châm ngòi sự phản đối mạnh mẽ của công chúng. Sau các cuộc biểu tình ngày 14 tháng 10, một tình trạng khẩn cấp "nghiêm trọng" được tuyên bố ở Băng Cốc, cho chính quyền nhiều quyền hành hơn so với Lệnh Khẩn cấp vào tháng 3. Biểu tình tiếp tục mặc lệnh cấm, dẫn đến sự can thiệp của cảnh sát ngày 16 tháng 10 sử dụng súng nước. Các biện pháp khẩn cấp được dỡ bỏ ngày 22 tháng 10, và một phiên họp nghị viện bất thường dự kiến diễn ra ngày 26–27 tháng 10.
Phản ứng của chính phủ bao gồm việc áp dụng cáo buộc hình sự bằng cách sử dụng Sắc lệnh Khẩn cấp, bắt giữ tùy tiện và đe dọa cảnh sát, các chiến thuật trì hoãn, triển khai các đơn vị chiến dịch an ninh nội địa, kiểm duyệt phương tiện truyền thông và huy động các nhóm ủng hộ chính phủ và bảo hoàng. Chính phủ đã yêu cầu hiệu trưởng các trường đại học ngăn không để học sinh yêu cầu cải cách và nhận diện những người lãnh đạo biểu tình. Vào tháng 10, sau khi nhà Vua trở về từ Đức, biểu tình tiếp tục leo thang, khiến quân đội và cảnh sát được huy động để chống bạo động và bắt giữ hàng loạt người biểu tình.

## Bối cảnh

### Nguyên nhân trực tiếp
Là người đứng đầu Hội đồng Hòa bình và Trật tự Quốc gia Thái Lan (NCPO), Prayut Chan-o-cha lên nắm quyền sau cuộc đảo chính Thái Lan 2014, trở thành Thủ tướng Thái Lan. NCPO nắm toàn quyền cai quản đất nước trong 5 năm, trong khoảng thời gian đó quyền chính trị và dân sự bị hạn chế, và bất bình đẳng kinh tế trầm trọng thêm. Sau một cuộc trưng cầu dân ý không công bằng bị nghi ngờ, Hiến pháp 2017 dẫn đến nhiều thành phần phản dân chủ, bao gồm Thượng viện do junta bầu có thể bầu chọn Thủ tướng trong 5 năm, nghĩa là quân đội có thể chọn hai thủ tướng trong tương lai. Ngoài ra, bản Hiến pháp cũng yêu cầu chính quyền tương lai làm theo một lộ trình chiến lược quốc gia 20 năm do NCPO đề ra, đưa đất nước vào giai đoạn dân chủ định hướng quân sự, với vai trò của các chính trị gia các cấp suy giảm.
Cuộc tổng tuyển cử Thái Lan năm 2019, được coi là "không công bằng" và là một 'nghi lễ chính trị', chấm dứt sự cai trị của NCPO, tuy nhiên hệ thống chính trị tiếp tục theo hình thức đảng dân-quân mang dáng dấp của Myanmar, Đảng Palang Pracharath. Về cơ bản, đảng này tiếp tục các chính sách và quyết định của NCPO. Chính phủ mới bao gồm các nhóm ủng hộ Prayut và những đảng phái nhỏ hơn hưởng lợi từ nhiều cách diễn giải luật bầu cử của Ủy ban Bầu cử do quân đội kiểm soát. Qua các cơ chế NCPO, Prayut chỉ định đồng mình giữ các chức vụ trong Thượng viện, Tòa án Hiến pháp, nhiều tổ chức hiến pháp, bao gồm Ủy ban Bầu cử và Ủy ban Chống Tham những Quốc gia và các quan chức ở chính quyền địa phương các cấp. Việc sửa đổi Hiến pháp trở nên gần như bất khả thi do nó cần được Thượng viện ủng hộ và trưng cầu dân ý. Nhiều tướng lĩnh, cũng như người có liên hệ với tội phạm có tổ chức (như Thamanat Prompow) giữ các chức vụ bộ trưởng quan trọng trong Nội các Prayut thứ hai.
Trong cuộc tổng tuyển cử năm 2019, Đảng Tương lai Tiến bộ (FFP) nhận được sự ủng hộ của những người cấp tiến và người trẻ tuổi, coi nó là lựa chọn khác ngoài những đảng vốn có đối lập với NCPO. Sau mười một tháng, đảng đối lập FFP bị giản tán bởi Tòa án Hiến pháp, khi Hạ viện chuẩn bị bỏ phiếu bất tín nhiệm. Các cựu thành viên của FFP nhấn mạnh về sự thối nát của chết độ đang cai quản đất nước và tích cực trong việc phơi bày sự liên quan của junta trong vụ bê bối 1MDB.

### Nguyên nhân gián tiếp
Những nguyên nhân khác dẫn đến cuộc biểu tình gồm quyền phá thai; cải cách giáo dục; quyền lao động (các công đoàn); cải cách quân sự (như chấm dứt quân dịch và giảm ngân sách quốc phòng, bao gồm việc mua các tàu ngầm), độc quyền (như rượu), và quyền phụ nữ.
Kể từ khi kế thừa ngôi vương từ cha mình là Bhumibol Adulyadej, Vua Vajiralongkorn đã tận hưởng quyền lực và tài sản tăng nhanh chóng với khoảng 40 tỷ đô la Mỹ, khiến ông trở thành một trong những quốc vương giàu nhất thế giới. Hầu hết thời gian ông sống ở Đức, nơi ông dành phần lớn đời mình. Ông từng can thiệp công khai vào nội bộ chính trị Thái Lan. Vị vua lên tiếng về Hiến pháp năm 2017, dẫn đến một sửa đổi về quyền lực của quốc vương khác với bản được chấp nhận trong cuộc trưng cầu dân ý hiến pháp 2016. Năm 2018, ông được trao quyền sở hữu tài sản hoàng gia bởi Cục Tài sản Hoàng gia, vốn được coi là công hữu. Ông cũng hợp nhất Hội đồng Cơ mật, Văn phòng Gia đình Hoàng gia và Văn phòng An ninh Hoàng gia thành một văn phòng duy nhất; năm 2020, chính phủ, dường như thực hiện dưới tên ông, chuyển hai đơn vị vũ trang cho ông chỉ huy. Ngân sách của Văn phòng Hoàng gia năm 2020 là 290 triệu USD, gấp đôi so với năm 2018.
Trước cuộc bầu cử năm 2019, Vajiralongkorn ra một thông báo kêu gọi mọi người chọn "người tốt" (tiếng Thái: คนดี; RTGS: khon di; tức đảng quân đội), và được chiếu lại vào sáng hôm sau, được coi là một "sự can thiệp chưa từng có tiền lệ của cung điện".:97 Điều này làm dấy lên phản ứng tiêu cực mãnh liệt bởi giới trẻ Thái Lan trên mạng xã hội Twitter, với hashtag "Chúng tôi là người trưởng thành và có thể tự chọn cho mình" (tiếng Thái: โตแล้วเลือกเองได้; RTGS: to laeo lueak eng dai). Sau cuộc bầu cử, ngày 19 tháng 7 năm 2019, nội các mới tuyên thệ trung thành với quân vương, nhưng không thề với hiến pháp, và mặc cho phản đối mãnh liệt, đã không sửa lại vi phạm truyền thống tuyên thệ nhậm chức nghiêm trọng này, như là sự công nhận ngầm về bản chất chuyên chế của hoàng gia Thái Lan. Sau đó, ngày 27 tháng 8, mỗi bộ trưởng nhận được một lời khen ngợi của nhà Vua. Ông cũng bị cáo buộc viết lại lịch sử khi những tượng đài liên quan đến Khana Ratsadon và cuộc Cách mạng Xiêm 1932 bị phá bỏ.
Vajiralongkorn chủ yếu sống ở bang Bavaria, Đức. Theo nguyện vọng của ông, hiến pháp Thái Lan được sửa đổi để xóa bỏ yêu cầu phải chỉ định một nhiếp chính. Theo bộ ngoại giao Đức, đại sứ Thái Lan đã được nói nhiều lần rằng Đức phản đối có "vị khách trong nước chúng tôi điều hành công việc của nước khác từ đây".
Việc thực hiện luật khi quân phạm thượng đã gây tranh cãi kể từ triều đại trước. Số vụ lên đến đỉnh điểm chưa từng thấy sau cuộc đảo chính năm 2014. Các nhà phê bình coi nó là một vũ khí chính trị để trấn áp bất đồng chính kiến và hạn chế quyền tự do ngôn luận. Mặc dù không có trường hợp mới nào kể từ năm 2018, điều mà Prayut nói là mong muốn của Nhà vua, các luật an ninh khác đã được sử dụng thay cho nó, chẳng hạn như luật nổi loạn, Đạo luật tội phạm máy tính, hoặc tội là thành viên của một nhóm tội phạm có tổ chức (อั้งยี่), tất cả đều phải chịu hình phạt nặng tương đương tội khi quân. Vào tháng 6 năm 2020, sự biến mất của Wanchalearm Satsaksit, được cho là có liên quan đến các cáo buộc về tội danh khi quân phạm thượng, đã thu hút sự chú ý và cảm thông trên mạng. Vào tháng 7 năm 2020, Tiwagorn Withiton, sau khi mặc chiếc áo có khẩu hiệu "Tôi mất niềm tin vào chế độ quân chủ", đã phải chịu tâm thần học chính trị.

### Diễn biến đồng thời
Chính phủ đã viện dẫn Sắc lệnh khẩn cấp vào ngày 26 tháng 3 và ban hành lệnh giới nghiêm liên quan đến đại dịch COVID-19 vào ngày 3 tháng 4 để hạn chế sự lây lan của vi rút. Chính phủ cũng ban hành lệnh cấm đi lại đối với tất cả người nước ngoài vào Thái Lan. Các nhóm nhân quyền quốc tế đã chỉ trích sắc lệnh khẩn cấp được sử dụng để ngăn chặn quyền tự do ngôn luận. Mặc dù quốc gia này đã có một phản ứng tương đối thành công cho đến nay, được đóng góp bởi cơ sở hạ tầng y tế công cộng mạnh mẽ, tình trạng khẩn cấp và hạn chế kinh tế nghiêm trọng của chính phủ vẫn chưa bị hủy bỏ. Ngành du lịch quan trọng của đất nước đã bị ảnh hưởng nặng nề. Quỹ Tiền tệ Quốc tế đã dự đoán GDP của Thái Lan sẽ giảm 6,7% vào năm 2020. Chính phủ đã vay và công bố gói kích thích trị giá 1,9 nghìn tỷ baht (60 tỷ USD), mặc dù rất ít người thực sự nhận được.
Không lâu trước khi có làn sóng phản đối thứ hai, vào ngày 15 tháng 7, cư dân mạng đã vô cùng tức giận khi được đối xử đặc biệt với "khách VIP", những người sau đó được tiết lộ là dương tính với coronavirus, 
cũng như thất bại trong việc thúc đẩy ngành du lịch đang bị ảnh hưởng nặng nề. 
Cùng ngày, Prayut Chan-o-cha đã đến thăm tỉnh Rayong. Hai người biểu tình cầm những tấm biển kêu gọi ông từ chức trước khi đến; cả hai ngay lập tức bị bắt và bị cảnh sát đánh đập, khiến nhiều người dùng Twitter tức giận. 
Vào tháng 10, khách du lịch nước ngoài vào Thái Lan lần đầu tiên sau bảy tháng.
Các diễn tiến liên quan khác bao gồm việc một thẩm phán cấp cao tự sát vì áp lực về các phán quyết của ông ta có lợi cho các sĩ quan quân đội, trục lợi bằng khẩu trang bởi Thammanat Prompao, trì hoãn chi trả tiền phúc lợi COVID-19, chính phủ phê duyệt dự luật Quan hệ Dân sự (không công nhận tình trạng bình đẳng của các cặp đồng tính), và vụ kiện chống người thừa kế Red Bull Vorayuth Yoovidhya.

## Làn sóng thứ nhất (tháng 2)

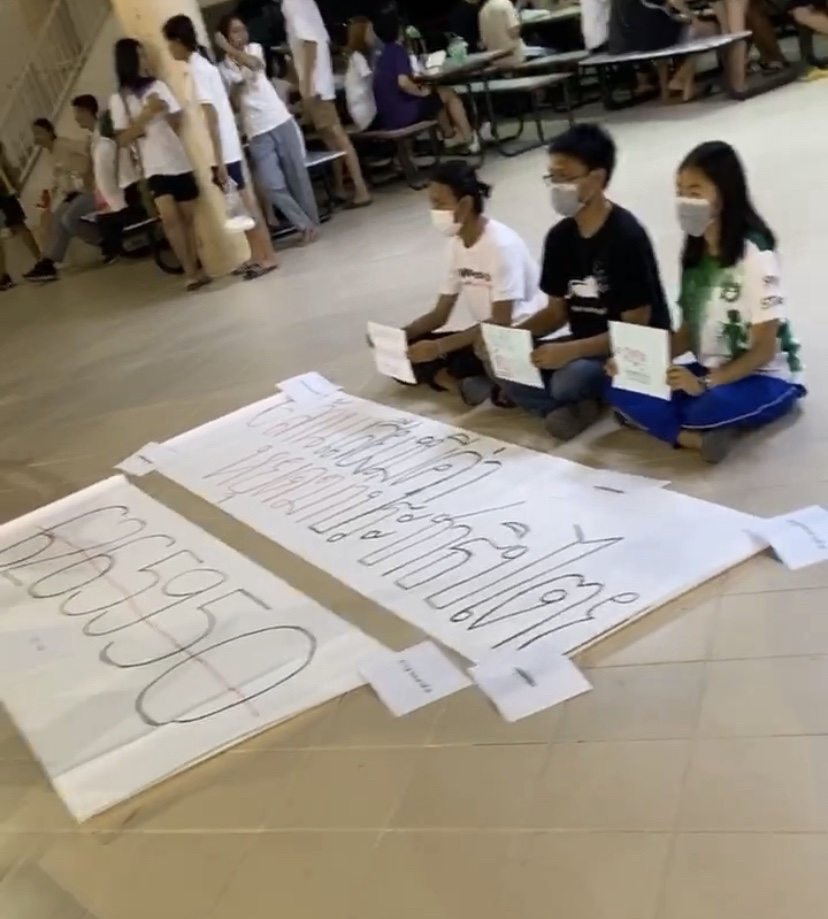
Biểu tình tại Cơ sở Ongkharak Đại học Srinakharinwirot ngày 25 tháng 2. Con số bị gạch là số phiếu của FFP đã bị giải thể.

Làn sóng biểu tình đầu tiên xuất phát từ Tòa án Hiến pháp quyết định giải thể FFP ngày 23 tháng 2 năm 2020. Biểu tình diễn ra ở nhiều trường trung học, cao đẳng và đại học khắp cả nước. Các cuộc biểu tình do sinh viên tổ chức thường có các hashtag riêng cho từng trường. Ngày 24 tháng 2, những trường đầu tiên có biểu tình là Đại học Thammasat, Đại học Chulalongkorn, Đại học Ramkhamhaeng, Đại học Kasetsart, Đại học Srinakharinwirot và Đại học Hoàng tử Songkla. Các học sinh trung học cũng tham gia biểu tình tại trường Triam Udom Suksa và trường Suksanari.
Tuy nhiên, các cuộc biểu tình chỉ giới hạn trong từng trường riêng lẻ. Một sử gia người Thái nói rằng biểu tình đường phố chưa bao giờ tạo nên thay đổi nào nếu quân đội đứng về phía chính phủ. Các cuộc biểu tình dừng lại vào cuối tháng 2 do đại dịch COVID-19, khi mà tất cả các trường đại học, cao đẳng và trung học đều phải đóng cửa.

### Hashtag
Việc sử dụng mạng xã hội như TikTok và Twitter, bao gồm nhiều hashtag, là một đặc trưng của cuộc biểu tình. Người biểu tình của mỗi trường đều có một hashtag riêng. Ví dụ:
- Biểu tình tại Đại học Chulalongkorn dùng #เสาหลักจะไม่หักอีกต่อไป (Cột trụ sẽ không đổ nữa; đề cập đến biệt danh của ngôi trường là "trụ cột của đất nước".)
- Biểu tình tại trường Triam Udom Suksa dùng #เกียมอุดมไม่ก้มหัวให้เผด็จการ (Triam Udom không cúi đầu trước sự độc tài)
- Biểu tình tại Đại học Srinakharinwirot (SWU) dùng #มศว คนรุ่นเปลี่ยน (Thế hệ thay đổi SWU)

Một số nơi thể hiện sự chán gét những người bảo thủ ủng hộ quân đội (gọi là Salim — สลิ่ม; từ món tráng miệng Thái sarim) như là
- Biểu tình tại Đại học Kasetsart (KU) dùng #KUไม่ใช่ขนมหวานราดกะทิ (KU không phải là món tráng miệng dừa sữa [chỉ sarim].)
- Biểu tình tại Đại học Khon Kaen (KKU) dùng #KKUขอโทษที่ช้าโดนสลิ่มลบโพสต์ (KKU xin lỗi vì tham gia trễ; bài viết [của chúng tôi] bị xóa bởi salim)
- Biểu tình tại Đại học Mahidol (tại Salaya) dùng #ศาลายางดกินของหวานหลายสี (Salaya không ăn tráng miệng nhiều màu [chỉ sarim])
- Biểu tình tại Viện công nghệ Ladkrabang của Vua Mongkut (Phra chom klao) dùng #พระจอมเกล้าชอบกินเหล้าไม่ชอบกินสลิ่ม (Phra chom klao thích ăn [uống] rượu chứ không thích salim)

## Làn sóng thứ hai (Tháng 7–nay)

### Biểu tình dưới Ba yêu sách

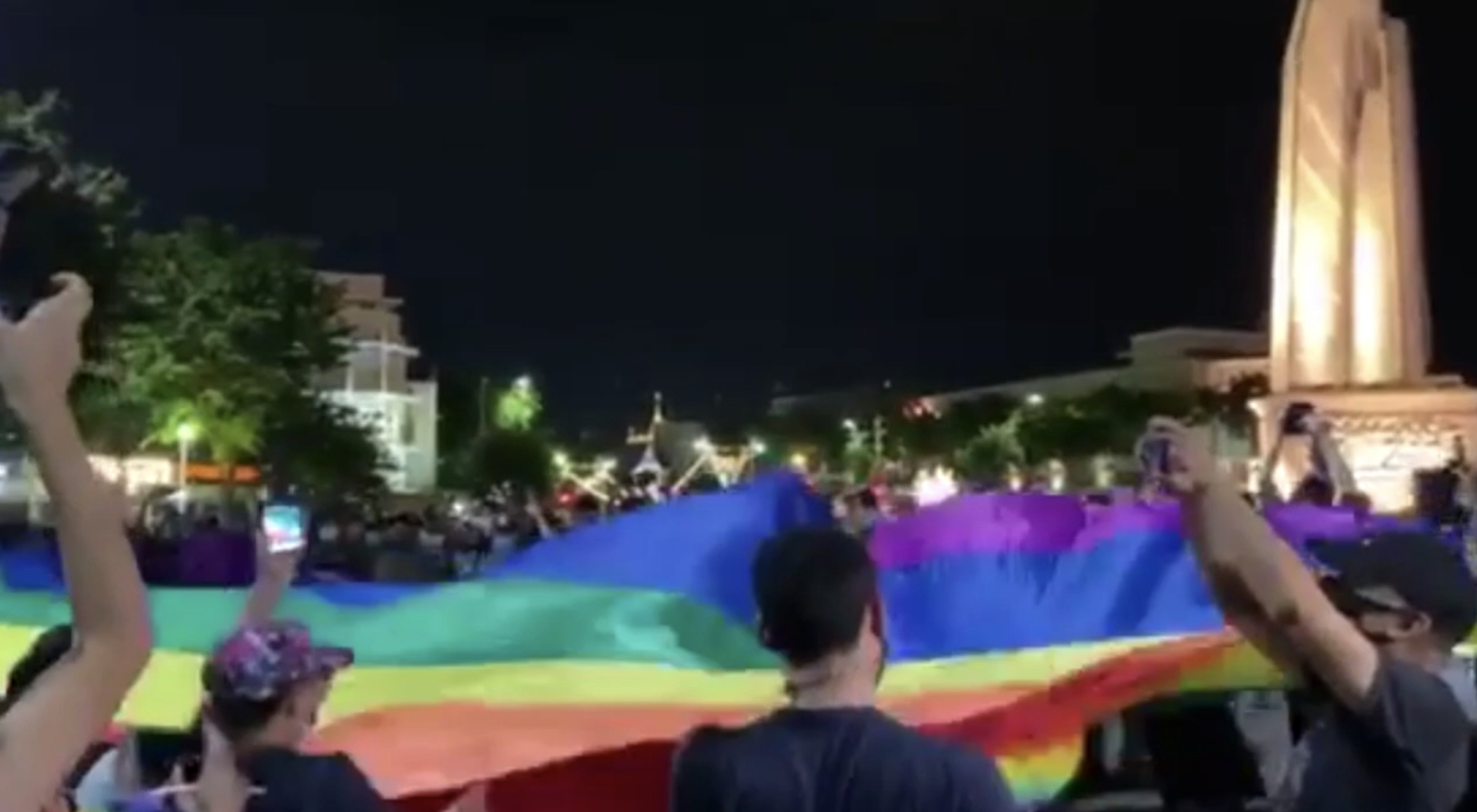
Nhóm của Seri Thoey vẫy cờ LGBT ngày 25 tháng 7

Ngày 18 tháng 7, Thái Lan chứng kiến cuộc diễu hành đường phố lớn nhất kể từ cuộc đảo chính năm 2014 ở Tượng đài Dân chủ tại Băng Cốc với khoảng 2.500 người tham gia. Những người biểu tình, tụ tập dưới cái tên Thanh niên Tự do (tiếng Thái: เยาวชนปลดแอก; RTGS: yaowachon plot aek), thông báo về ba yêu cầu cốt lõi: giải tán Hạ viện, ngừng đe dọa người dân, và soạn thảo hiến pháp mới. Một lãnh đạo Thanh niên Tự do nói rằng họ không muốn lật đổ chế độ quân chủ. Buổi tụ tập dự kiến kéo dài đến sáng, nhưng bị hủy bỏ giữa đêm vì lý do an ninh.
Sau ngày 18 tháng 7, biểu tình bắt đầu lan rộng ra khắp Thái Lan, bắt đầu ở tỉnh Chiang Mai và Ubon Ratchathani ngày 19 tháng 7. Đến 23 tháng 7, biểu tình đã diễn ra ở hơn 20 tỉnh thành. Một số cuộc biểu tình lớn diễn ra tại tỉnh Maha Sarakham ngày 23 tháng 7, với hashtag #IsanSibothon đứng đầu bảng thịnh hành trên Twitter tại Thái Lan, và tại tỉnh Nakhon Ratchasima ngày 24 tháng 7, với một trong những đám đông lớn nhất cả nước.
Ngày 25 tháng 7, nhóm hoạt động LGBT Seri Thoey (nghĩa đen: Thoey tự do; ám chỉ Seri Thai – Phong trào Thái Lan Tự do), biểu tình tại Tượng đài Dân chủ kêu gọi hợp pháp hóa hôn nhân đồng giới.

### Các yêu cầu và biểu tình tiếp theo
2. Xóa bỏ luật khi quân, ân xá những người đã bị bắt giữ.
3. Tách biệt tài sản cá nhân của nhà Vua và tài sản hoàng gia.
4. Giảm ngân sách dành cho quốc vương.
5. Xóa bỏ Văn phòng Hoàng gia và những đơn vị không cần thiết như Hội đồng Cơ mật.
6. Cho phép kiểm toán tài sản của quốc vương.
7. Không cho nhà vua bình luận về chính trị trước công chúng.
8. Ngừng tuyên truyền về nhà Vua.
9. Điều tra các vụ sát hại người chỉ trích chế độ quân chủ.
Ngày 3 tháng 8, một cuộc biểu tình theo chủ đề Harry Potter được tổ chức với 200 người tham dự, với Anon Nampha công khai chỉ trích chế độ quân chủ, và yêu cầu sửa đổi luật khi quân và đặc quyền hoàng gia. Paul Chambers, một học giả chính trị Đông Nam Á, cho rằng "Những thường dân chỉ trích chế độ quân chủ Thái Lan một cách công khai như vậy ngay tại Thái Lan với sự hiện diện của cảnh sát chưa từng có trong lịch sử". Cảnh sát bắt giữ Anon và một lãnh đạo Thanh niên Tự do khác vào ngày 8 tháng 8.
Ngày 10 tháng 8, một cuộc biểu tình diễn ra tại Đại học Thammasat, khuôn viên Rangsit ở tỉnh Pathum Thani với tên gọi "ธรรมศาสตร์จะไม่ทน" (nghĩa đen: Thammasat sẽ không nhân nhượng). Với khoảng 3.000 người, cuộc biểu tình giơ cao khẩu hiệu "Chúng tôi không muốn cải cách; chúng tôi muốn cách mạng". Trong sự kiện, mười yêu sách được đưa ra nhằm đổi mới chính quyền.
Ngày 14 tháng 8, BBC tiếng Thái nói biểu tình do Thanh niên Tự do đứng đầu đã diễn ra ở 49 tỉnh, đồng thời 11 tỉnh xuất hiện hoạt động của các nhóm ủng hộ chính quyền. Cùng ngày hôm đó, nhà hoạt động sinh viên Parit Chiwarak bị bắt giữ, khiến Tổ chức Theo dõi Nhân quyền kêu gọi chính phủ Thái Lan thả anh và từ bỏ tất cả các cáo buộc chống lại các nhà hoạt động tại nước này ngay lập tức.
Ngày 16 tháng 8, một cuộc tụ tập lớn gồm khoảng 20.000 đến 25.000 người được tổ chức tại Tượng đài Dân chủ và lặp lại những lời kêu gọi sửa đổi hiến pháp và cải cách chính quyền.
Ngày 20 tháng 8, hai cuộc biểu tình sinh viên quy mô hơn 1.000 người được tổ chức tại Nakhon Ratchasima và Khon Kaen. Người vận động cũng thông báo một "cuộc biểu tình lớn" dự kiến diễn ra ngày 19 tháng 9, tại khuôn viên Tha Prachan của Đại học Thammasat.